# Гіхо-де-Галістео
Гіхо-де-Галістео (ісп. Guijo de Galisteo) — муніципалітет в Іспанії, у складі автономної спільноти Естремадура, у провінції Касерес. Населення — 1676 осіб (2010).
Муніципалітет розташований на відстані близько 210 км на захід від Мадрида, 65 км на північний схід від Касереса.
На території муніципалітету розташовані такі населені пункти: (дані про населення за 2010 рік)
- Ель-Батан: 851 особа
- Гіхо-де-Галістео: 431 особа
- Вальріо: 394 особи

## Демографія
Динаміка населення (INE ):